# 지저스 크라이스트 슈퍼스타 (영화)
지저스 크라이스트 슈퍼스타(Jesus Christ Superstar)는 1973년 개봉한 미국의 뮤지컬 영화로, 동명의 뮤지컬을 원작으로 한다.

## 출연

### 주연
- 테드 닐리
- 칼 앤더슨
- 이본 엘리먼
- 베리 데넨

### 조연
- 밥 빙햄
- 래리 마샬
- 조쉬 모스텔
- 커트 야그지언
- 폴 토머스

## 기타
- 원작자: 앤드류 로이드 웨버
- 원작자: 팀 라이스
- 협력프로듀서: 패트릭 J. 팔머
- 미술: 리처드 맥도널드
- 의상: 이본느 블레이크